# Benoj-Jurt
Benoj-Jurt (Бе́но-Юрт (ryska)) är en by (село (ryska)) i rajonen (ungefär motsvarande kommun) Nadteretjnij i delrepubliken Tjetjenien i Ryssland. Den ligger cirka 6 kilometer nordväst om Znamenskoje längsmed floden Terek och är det administrativa centrumet i Benoj-Jurt-landsbygdsområdet (Бено-Юртовское се́льское поселе́ние (ryska)).

## Kända personer från Benoj-Jurt
- Khamzat Chimaev (MMA-utövare)